# Vaya Puente
Vaya Puente è un album di Tito Puente, pubblicato dalla Tico Records nel 1962. Il disco fu registrato all'Hotel Riverside Plaza Ballroom di New York nel 1962.

## Tracce
Lato A
1. Vaya Puente – 2:07 (Tito Puente)
2. Ya tengo un pollo – 3:40 (Tito Puente)
3. Cuidate – 3:30 (Santos Colon)
4. Solange – 2:49 (Gilbert Lopez)
5. Yimbaraco – 2:10 (Rudy Calzado)
6. Timbalero – 3:30 (Justi Barreto)

Lato B
1. Agua-Nile – 3:29 (Antar Daly)
2. Azukiki – 2:44 (Tito Puente)
3. Sambaroco – 3:27 (Joao Donato)
4. Maina – 2:49 (Justi Barreto)
5. Chino – 2:39 (Tito Puente)
6. Mambo Gil – 2:27 (Gilbert Lopez)

## Musicisti
- Tito Puente - leader, timbales, cori
- Gil Lopez - pianoforte
- Jimmy Frisaura - tromba
- Pedro Puchi Boulong - tromba
- Pat Russo - tromba
- Barry Rogers - trombone (brani: 13 e 23)
- João Donato - trombone (brano: 21)
- Jesus Caunedo - sassofono tenore
- Al Abreu - sassofono tenore
- Pete Fanelli - sassofono alto
- Shep Pullman - sassofono baritono
- Johnny Pacheco - flauto
- Bobby Rodriguez - contrabbasso
- José Buyu Mengual Sr. - bongos
- Juan Papi Cadavieco - congas
- Santos Colon - voce, cori
- Rudy Calzado - voce, cori
- Gabriel Yayo El Indio Vega - cori
- Rafael Chirivico Davila - cori